# Tribuna

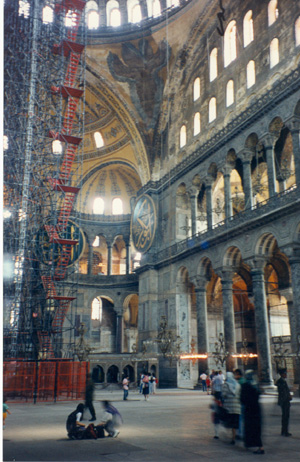
Interior de la Iglesia de Hagia Sophia. La tribuna es la galería del primer piso debajo del claristorio.

En arquitectura religiosa se denomina tribuna o bema a la galería elevada, usualmente en un primer piso, encima de las naves laterales de los templos, con su misma longitud y anchura y abierta a la nave central, donde solo pueden situarse los fieles.
Se utilizó profusamente, sobre todo, en las grandes construcciones de arquitectura bizantina, románica y gótica. En la basílica paleocristiana es la bancada seguida adosada al ábside.
Es importante destacar que tiene una función tectónica y estructural, pues sirve para soportar los empujes de la bóveda central y trasladar el peso a los muros perimetrales.